# Henryville (Indiana)
Henryville é uma Região censo-designada localizada no estado americano de Indiana, no Condado de Clark.

## Demografia
Segundo o censo americano de 2000, a sua população era de 1545 habitantes.

## Geografia
De acordo com o United States Census Bureau tem uma área de
7,5 km², dos quais 7,5 km² cobertos por terra e 0,0 km² cobertos por água. Henryville localiza-se a aproximadamente 162 m acima do nível do mar.

## Localidades na vizinhança
O diagrama seguinte representa as localidades num raio de 20 km ao redor de Henryville.